# Observatori de Berlín
L'Observatori de Berlín (Berliner Sternwarte en alemany) situat entre els carrers de Lindenstraßi i Friedrichstraßi fou un centre de recerca astronòmica important en el període de 1835 fins a 1913. A les seves instal·lacions han treballat astrònoms de renom com Johann Franz Encke, Friedrich Wilhelm Bessel i Johann Gottfried Galle.
L'any 1846 les instal·lacions van servir per descobrir el planeta Neptú. Ara posseeix el codi 536 de la Unió Astronòmica Internacional (UAI).

## Història
L'observatori astronòmic té els seus orígens l'any 1700 quan Gottfried Leibniz inicia una activitat científica càtedra en la Societat de Ciències (Societät der Wissenschaften) de Berlín amb l'ajuda i el suport de la princesa electora Sophie Charlotte emmanilla de Federico I de Prússia. La societat posteriorment (1744) canviaria la denominació per Preußischen Akademie der Wissenschaften (Acadèmia Prussiana de les Ciències). El primer astrònom a realitzar recerques en la Societat de Ciències va ser Gottfried Kirch que treballava des d'un observatori privat situat al carrer Wallstraßi.
L'any 1711 la societat crea un petit observatori en forma de torre i li posen el nom de Dorotheenstädtischen Marstalles, situada al carrer que en l'actualitat es denomina Dorotheenstraßi. En 1744 la Societat de Ciències es dissol per intervenció de Federico II el Gran fundant-se en el seu lloc la Preußischen Akademie der Wissenschaften (Acadèmia Prussiana de les Ciències).
En els anys posteriors a la fundació del primer i petit observatori, comencen a treballar a Berlín Leonhard Euler, Joseph Louis Lagrange i Johann Heinrich Lambert. Els directors durant els temps inicials van ser Johann Bernoulli i Johann Elert Bode. Fins a 1811 l'institut astronòmic es va finançar mitjançant el monopoli que va tenir de l'elaboració dels almanacs i calendaris astronòmics.
L'any 1825 el rei de Prússia Federico Guillermo III va designar a Johann Franz Encke com a director. Amb el suport d'Alexander von Humboldt, Encke va aconseguir que el rei financés la construcció d'un observatori veritable, però el rei va posar com a condició que fos obert al públic dues nits per setmana. Es va instal·lar un nou telescopi que va costar 20.000 táleros. L'edifici va ser dissenyat per l'arquitecte Karl Friedrich Schinkel qui era cap del departament d'obres de l'Estat prussià i arquitecte de la família real, la qual cosa li va permetre dissenyar la majoria d'edificis importants de l'època a Berlín.
Situant-se al carrer Lindenstraßi en la qual avui dia és una àrea entre Encke-, Bessel- i Markgrafenstraßi, l'edifici entó en funcionament en 1835. El primer director va ser Encke.
Entre els anys 1832 i 1849 va ser el Berliner Sternwarte la primera estació de telègrafs de Regne de Prússia en els quals seria una cadena d'estacions òptiques de telègraf des de Berlín passant per Colònia cap a Coblenza.
L'any 1837 descobreix Encke a Berlín parteix dels anells de Saturn. L'any següent Johann Gottfried Galle descobreix una altra part dels anells foscos de Saturn (els anells C). El 23 de setembre de 1846 descobreix Galle i el seu assistent Heinrich Louis d'Arrest el planeta Neptú millorant la posició calculada anteriorment per l'astrònom francès Urbain Li Verrier. A partir d'aquests instants l'observatori es va fer famós pel descobriment de nombrosos estels i asteroides.
En el període que va des de l'any 1865 fins a 1903 va ser director de l'observatori astronòmic Wilhelm Julius Foerster. En el període de 1866 fins a 1900, l'astrònom alemany Arthur Auwers va elaborar a Berlín un catàleg fonamental amb gairebé 170.000 estels. L'observatori va ser traslladat a Babelsberg el 1913. A Berlín roman el Wilhelm-Foerster-Sternwarte (observatori de Guillermo Foerster; Codi 544 d'UAI), el Archenhold Sternwarte, Berlín-Treptow (observatori Archenhold; Codi 604 d'UAI), el Urania Sternwarte (observatori d'Urania, codi 537 d'UAI), i el Bruno H. Bürgel Sternwarte (observatori de Bruno H. Bürgel).

## Dotació de l'observatori
La cúpula rotatòria de l'observatori astronòmic del Berliner Sternwarte posseeix un diàmetre de vuit metres. Els fonaments originaris de l'observatori han estat modificats durant diverses reformes. El telescopi principal és un refractor de 9 polzades (22,5 cm) d'obertura Fraunhofer. Avui dia el telescopi es troba en el Deutschen Museum de Múnic.